# یک همسر باید مثل این باشد
یک همسر باید مثل این باشد (به هندی: Biwi Ho To Aisi) فیلمی محصول سال ۱۹۸۸ و به کارگردانی دیپاک شیوداسانی است. در این فیلم بازیگرانی همچون ریکا، فاروغ شیخ، سلمان خان، بیندو، قادرخان و آسرانی ایفای نقش کرده‌اند.